# 週刊鉄道データファイル
『週刊鉄道データファイル』（しゅうかんてつどうデータファイル、鉄道DATA FILE）とはデアゴスティーニ・ジャパンが発行していた、鉄道に関する内容を扱う週刊誌（分冊百科）である。
本項では、2010年創刊の『鉄道データファイル プラス』、およびニンテンドーDS用ソフト『テイクアウト!DSシリーズ1 鉄道データファイル』についても記述する。

## 概要
2004年2月3日創刊で、火曜日に発行されていた。マガジン版（週刊）とDVD版（隔週刊）が同時に発行されていたが、DVD版は全24号で完結している。一方のマガジン版は6年近くに亘って刊行され続けてきたが、2009年12月8日の発売を以って全300号で完結した。
定価はマガジン版の創刊号は専用ファイル1個付で560円（消費税込み。以下同じ）、2号以降は560円である。専用ファイルは2個で590円。DVD版は創刊号が890円、2号以降が1790円であった。

## 内容
マガジン版は1号32ページ（16枚）フルカラー印刷で、内容は以下の9区分に分けられている。また各ページは背の部分で1枚ずつ切り離しが可能で、各ページに記された整理番号に従って専用ファイルに整理することができる。なお、278号以降では1号42ページに増加している（価格は変化なし）。
最終号である300号は「総索引号・完結号」と銘打たれており、『ファイルナンバー一覧最終版』『「鉄道探訪」「駅のプロフィール」掲載全路線・全駅地図』『正誤表』およびファイリング用シールと訂正シールの44ページ構成（シール除く）になっている。またバインダー用の穴が無く、背の部分で切り離せないためファイリングには対応していない。

### 国鉄・JRの車両
JR各社と、その前身である日本国有鉄道の車両を取り上げ、解説する章。
274号以降では未紹介の車両がイントロダクション（1シート分）のみの構成に簡略化され、欠番の補完が急ピッチで進められた。

### 民鉄の車両
私鉄・第三セクター・公営鉄道など、JR以外のいわゆる「民鉄」を解説する章。その鉄道事業者の経歴と、車両の紹介（おもに現有のもの）で構成される。比較的最近に引退した車両が紹介されることもある。のちに優等列車用の車両を時代別に紹介する「名車の系譜」やロープウェイ・ゴンドラリフトを扱う「索道」のコーナーが追加された。

### 優等列車の系統
国鉄・JRの特急・急行などの優等列車を編成図付きで紹介し、その変遷について解説する章。のちに「ダイヤ改正」のコーナーや「運転史」のシートが追加された。『国鉄・JRの車両』と同様、274号以降では未紹介の列車がイントロダクションのみの構成に簡略化されている。

### 世界の名車
海外の鉄道の代表的な車両を紹介する章。

### 駅のプロフィール
取り上げた駅の駅舎の歴史や、駅弁のルーツなどについて解説する章。

### 鉄道探訪
現存の鉄道だけでなく、廃止線や未成線など様々な鉄道を辿る旅を紹介する章。

### 鉄道のテクノロジー
車体、車輪、線路、信号など鉄道車両や鉄道のシステムを構成する要素について解説する章。

### 鉄道の歴史
鉄道に関わる歴史的事項を一年ごとに紹介する章。また東海道新幹線開業などの出来事は特集としてまとめている。

### 鉄道用語辞典
専門用語や施設・構造物の名前など、鉄道に関する用語を五十音順に解説する章。最終号を除き、毎号必ず1ページずつ含まれる。

## 関連人物
- 杉本聖一 - 同誌編集長
- 米屋浩二
- 土屋武之

## 鉄道データファイル プラス
2010年1月19日創刊。隔週刊。同年6月1日発売の第10号をもって休刊となった。

## テイクアウト!DSシリーズ1 鉄道データファイル
2009年1月22日にディースリー・パブリッシャーより発売されたニンテンドーDS用データベースソフト。